# A81 (Frankrijk)
De A81, oftewel l'Armoricaine is een autosnelweg gelegen in het westen van Frankrijk die over een lengte van 83 kilometer. De snelweg A11 bij La Chapelle-Saint-Aubin verbindt met de plaats La Gravelle. Vanaf daar loopt de weg door als autoweg N157 tot aan de Bretonse hoofdstad Rennes. Ook de plaats Le Mans ligt langs de A81.
De weg werd voor het verkeer geopend in 1980. Op dit moment is de weg nog niet volledig als autosnelweg te berijden tussen La Gravelle en Brest. Een verlenging is echter wel voorzien. Openingsdata van de verbinding tussen de A81 en Rennes en vanaf Rennes tot Brest zijn nog onbekend.

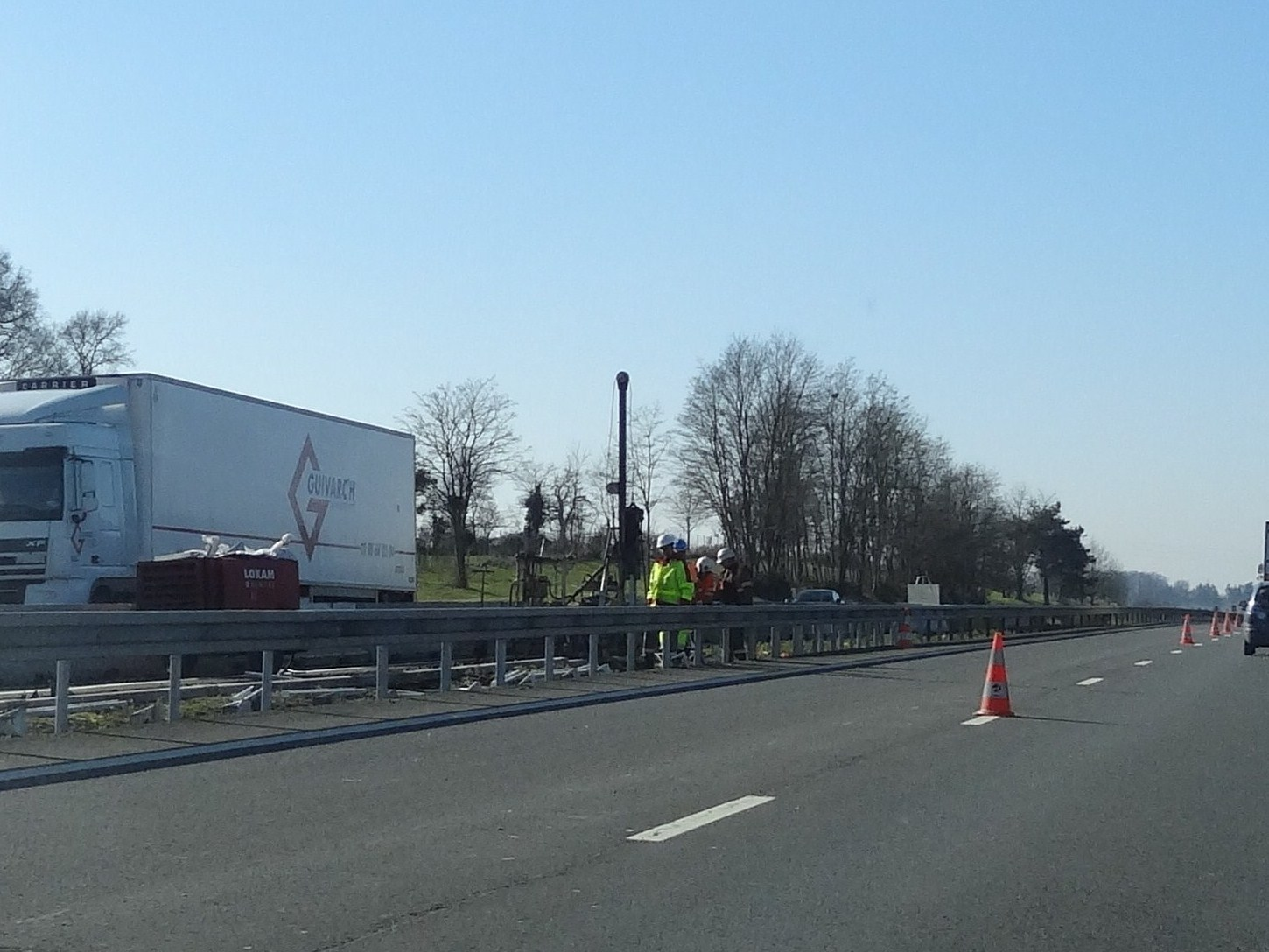
Aanleg van het spoorviaduct voor de Spoorlijn Connerré - Rennes (LGV)